# 納粹龐克
纳粹朋克（Nazi punk，有时也称为 hatecore）是朋克搖滾中的新纳粹流派。这个词也形容是朋克文化的一员的新纳粹分子。纳粹朋克音乐通常听起来其他流派的朋克摇滚差不多，不同之处在于歌词。纳粹朋克音乐的歌词经常表达对少数民族、犹太人、共产主义者、同性恋者、无政府主义者和其他被新纳粹分子视为敌人的人的仇恨。
它是一个与大部分的朋克文化中流行的反威权主义思想有着鲜明对比的一个流派。
在1978年的英国，白人民族主义国民阵线拥有過一个以朋克为主的青年组织，名为朋克阵线（Punk Front）。虽然朋克阵线前后只持续了一年，但它当时成功招募了多位英格兰朋克，并组建了 Dentiste、The Ventz、Tragic Minds、White Boss 等一批白人至上主義朋克乐队。在1980年代初期，白人至上光頭黨乐队 Brutal Attack 亦曾经暂时转型为纳粹朋克乐队。
纳粹朋克文化于1980年代初亦出现在美国的硬核朋克群体中。

## 書目
- Blush, Steven, American Hardcore: A Tribal History
- Condemned Magazine issue #2.
- Morrison, Eddy, Memoirs of a Street Soldier: A Life in White Nationalism
- National Front, The Punk Front: 1978–79
- Reynolds, Simon, Rip It Up and Start Again: Postpunk 1978–1984
- Sabin, Roger, Punk Rock: So What?